# KF Ferizaj
KF Ferizaj este un club de fotbal din Kosovo in Raiffeisen Superliga.